# Bioparc Valencia
 (avril 2025).
Si vous disposez d'ouvrages ou d'articles de référence ou si vous connaissez des sites web de qualité traitant du thème abordé ici, merci de compléter l'article en donnant les références utiles à sa vérifiabilité et en les liant à la section « Notes et références ».
Bioparc Valencia est un parc zoologique situé dans la Communauté valencienne, en Espagne, au sein du quartier Sant Pau de Valence, dans la continuité des jardins du Turia et du parc de Cabecera. Fondé en 2008, il a remplacé le Jardin zoologique de Valence, qui était situé dans les Jardins del Real (es). Il est la propriété de la municipalité de Valence, mais est exploité par une société privée, Rain Forest Valencia, qui gère aussi le Bioparc Fuengirola, en Andalousie.
Sa superficie couvre 8 hectares, sur lesquels sont présentés plus de 800 animaux de 116 espèces. Spécialisé dans la faune africaine, il est divisé en quatre zones représentant quatre biomes : savane sèche, savane humide, forêt équatoriale et forêt tropicale malgache. Réalisé par la société Rain Forest Diseño, il a été pensé de manière à cacher les barrières entre le public et les animaux afin de donner au visiteur la sensation d'entrer dans l'habitat de l'animal, suivant le concept d'immersion.
Membre permanent de l'Association européenne des zoos et aquariums, il s'engage dans la conservation ex situ en participant à des programmes européens pour les espèces menacées (EEP). Il soutient également des actions de conservation in situ œuvrant sur le terrain à travers son organisme dédié, la Fondation Bioparc.
En 2014, il a accueilli 525 000 visiteurs.

## Historique

### Ouverture
De nombreux animaux du Jardin zoologique de Valence (1965-2007) ont été transférés dans le Bioparc lors de sa création, comme les hippopotames amphibies, les chimpanzés, les lions, les girafes et les canards.

## Installations et faune hébergée
En 2016 il présente environ 830 mammifères, oiseaux et reptiles.

### Savane sèche
C'est la plus grande des quatre zones du parc. Une plaine africaine expose principalement des girafes de Rothschild, des zèbres de Grant, des autruches, des impalas, des gazelles de Thomson et des rhinocéros blancs du sud. Un groupe de huit éléphants de savane d'Afrique prend place dans un espace adjacent.
Des prédateurs sont aussi présentés dans cette zone avec les lions d'Afrique et les hyènes tachetées.

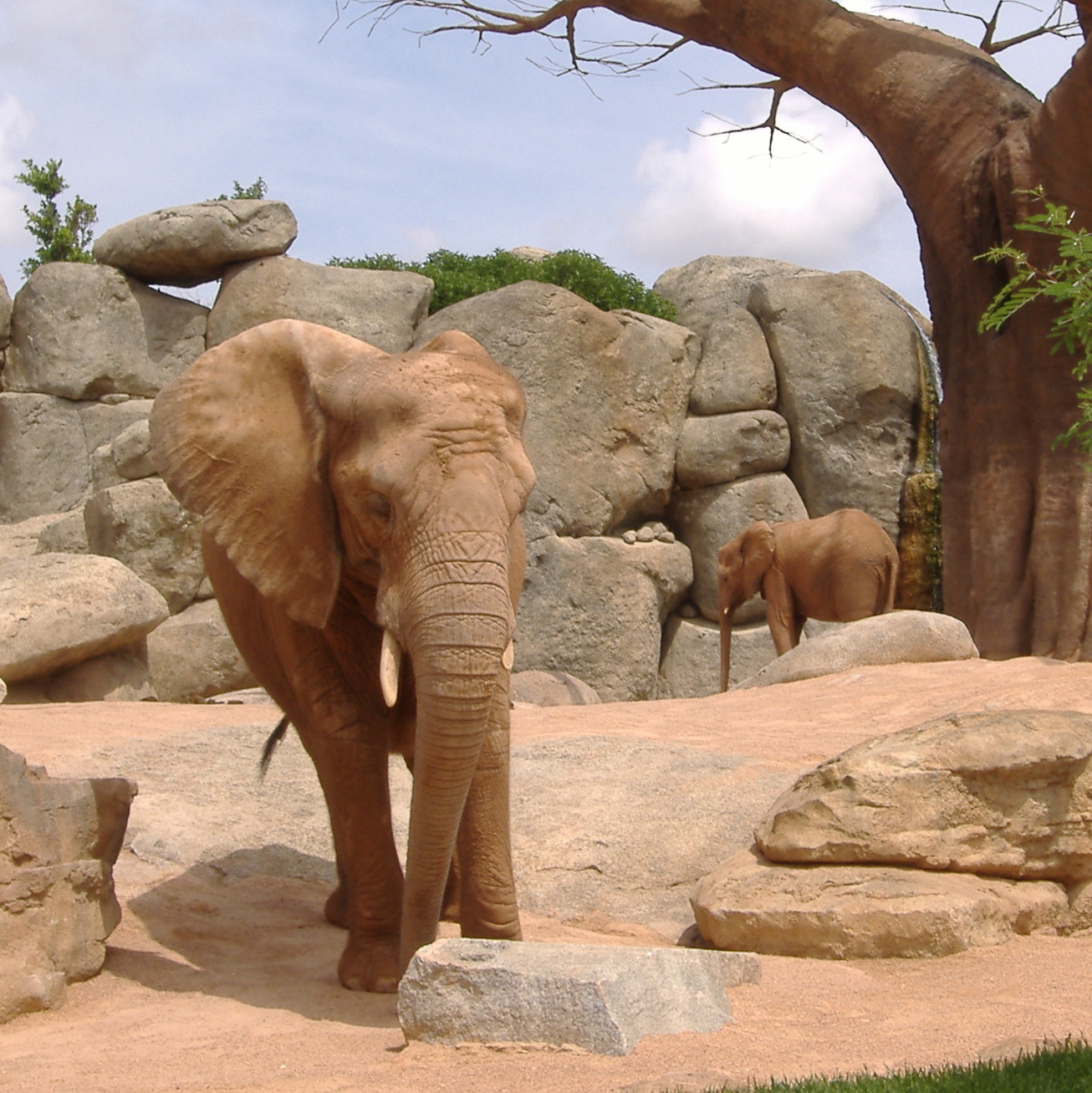
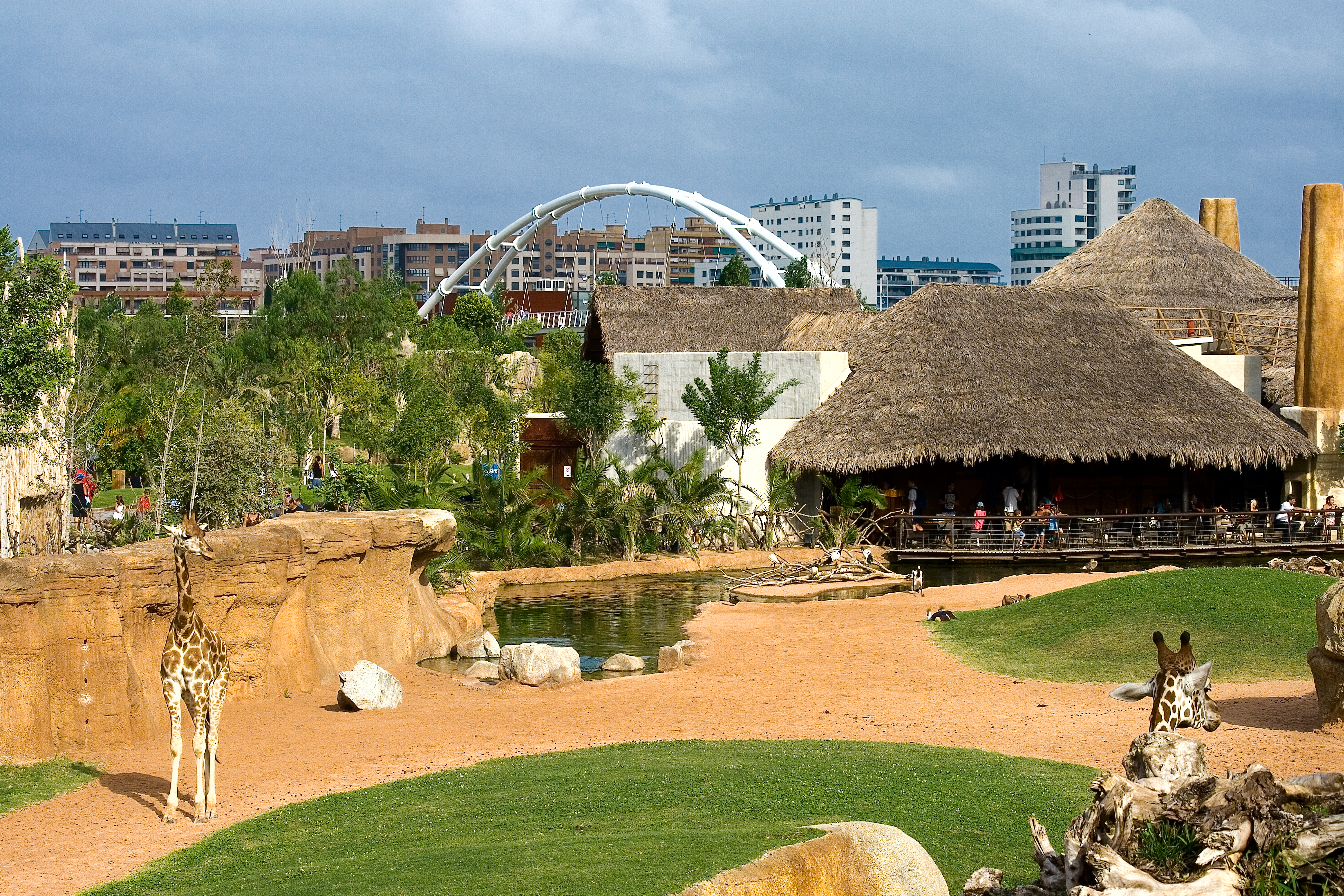
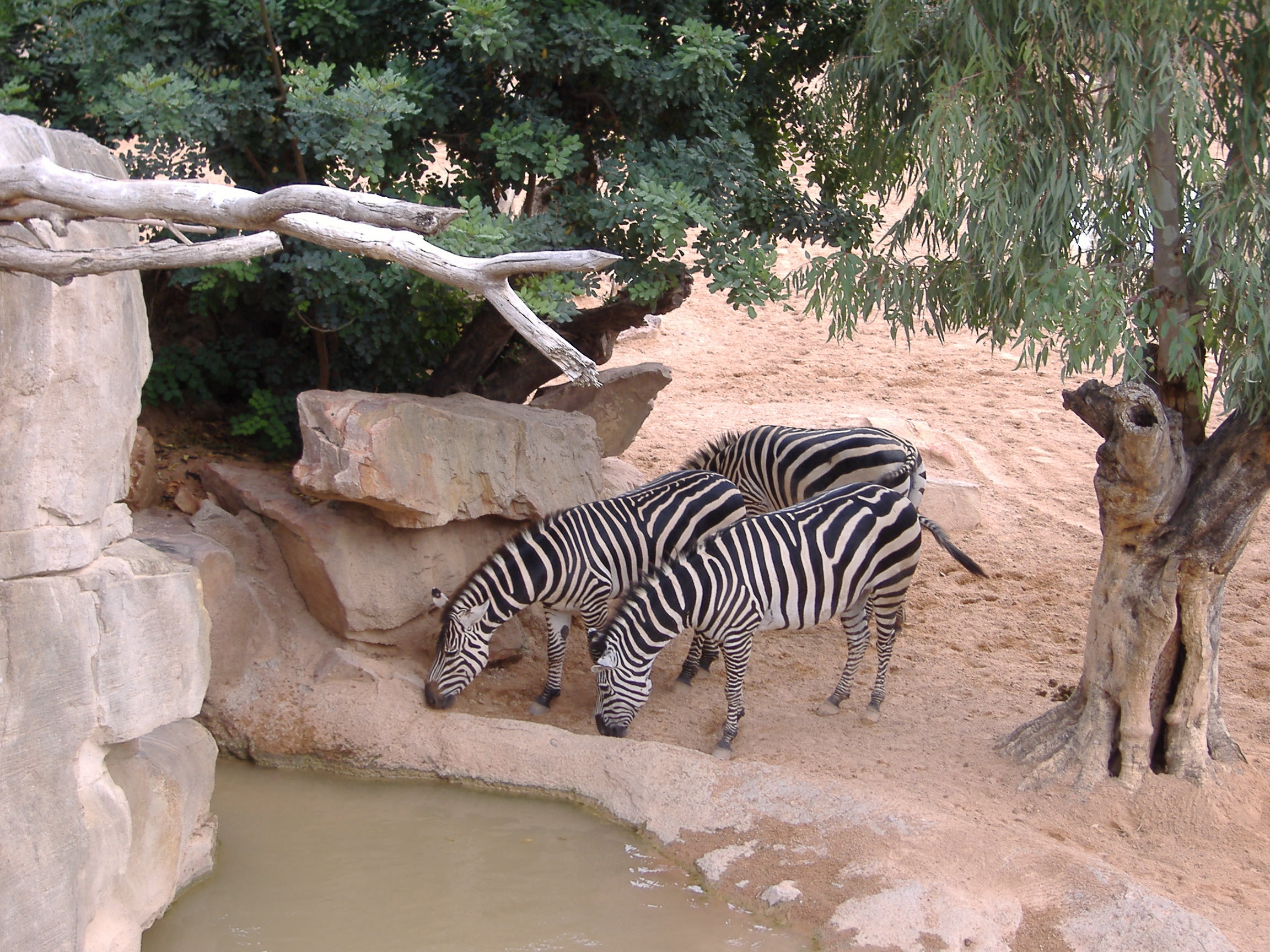
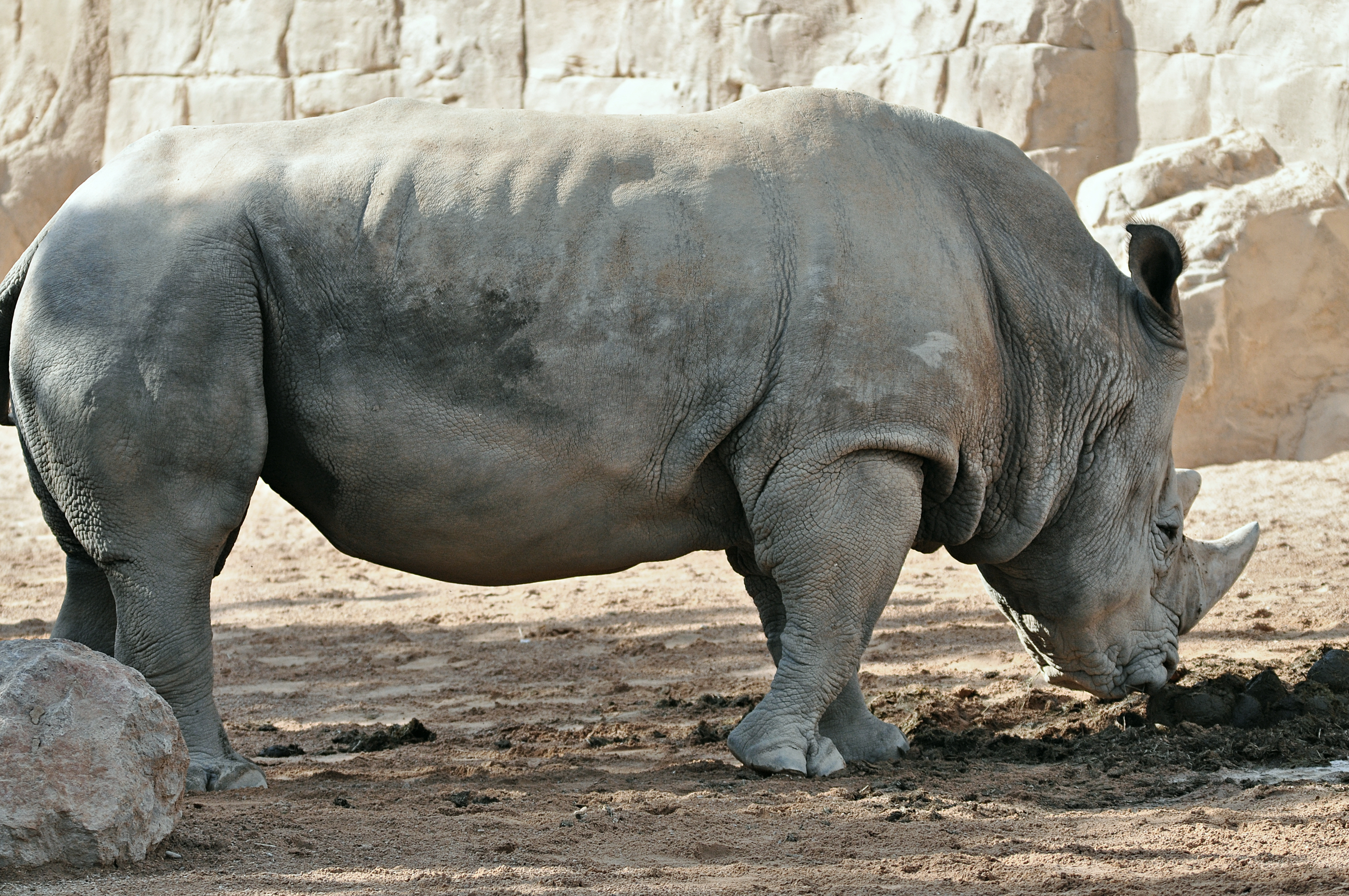
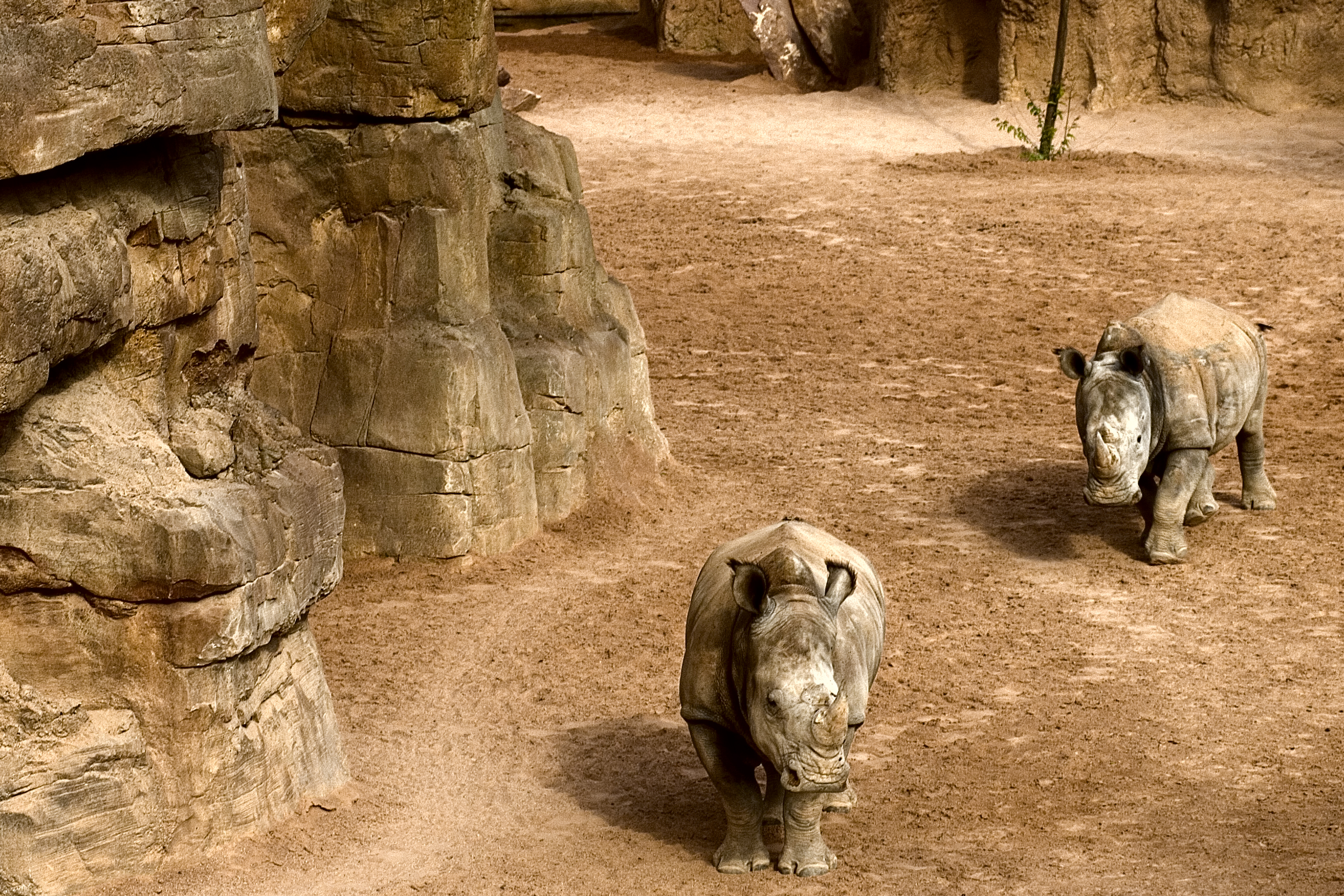

Une partie de cette zone permet de découvrir les animaux vivant sous terre ou dans des grottes. On peut notamment y voir des oryctéropes, des porcs-épics, des rongeurs et des serpents.

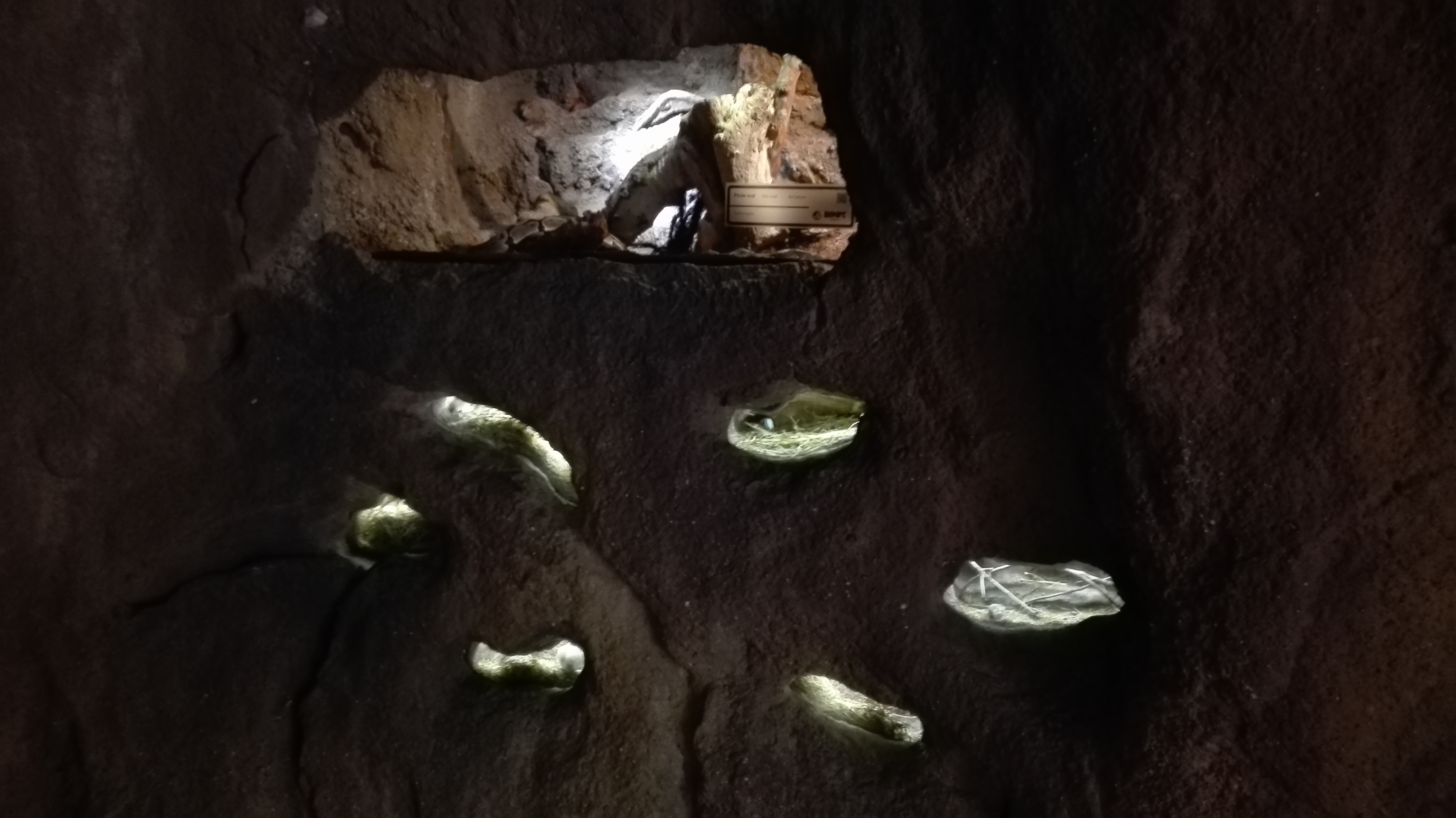
Rats épineux du Caire dans des galeries, surmontés par la cavité d'un python royal
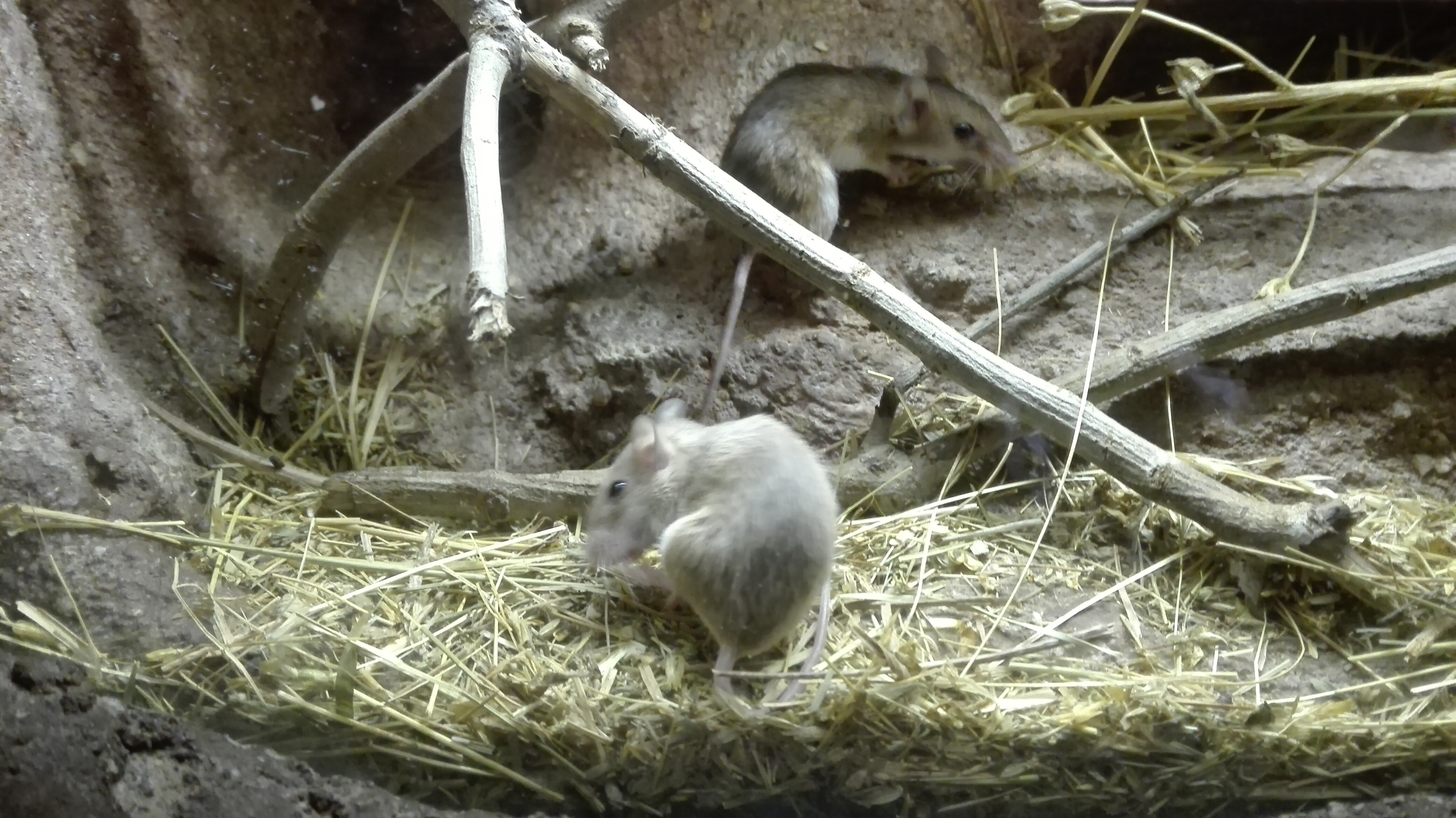
Rats épineux du Caire dans des galeries

### Savane humide
Cette petite zone présente un groupe d'espèces typiques de ce biome. Une installation inspirée de la grotte de Kitum, un site naturel kényan, permet d'observer des hippopotames amphibies, des crocodiles du Nil et des poissons endémiques des rivières et des lacs africains (Tilapias, Aulonocara et Nimbochromis), en vision subaquatique.
Des spatules africaines, des pélicans, des tortues molles du Nil et des amphibiens sont également présentés.

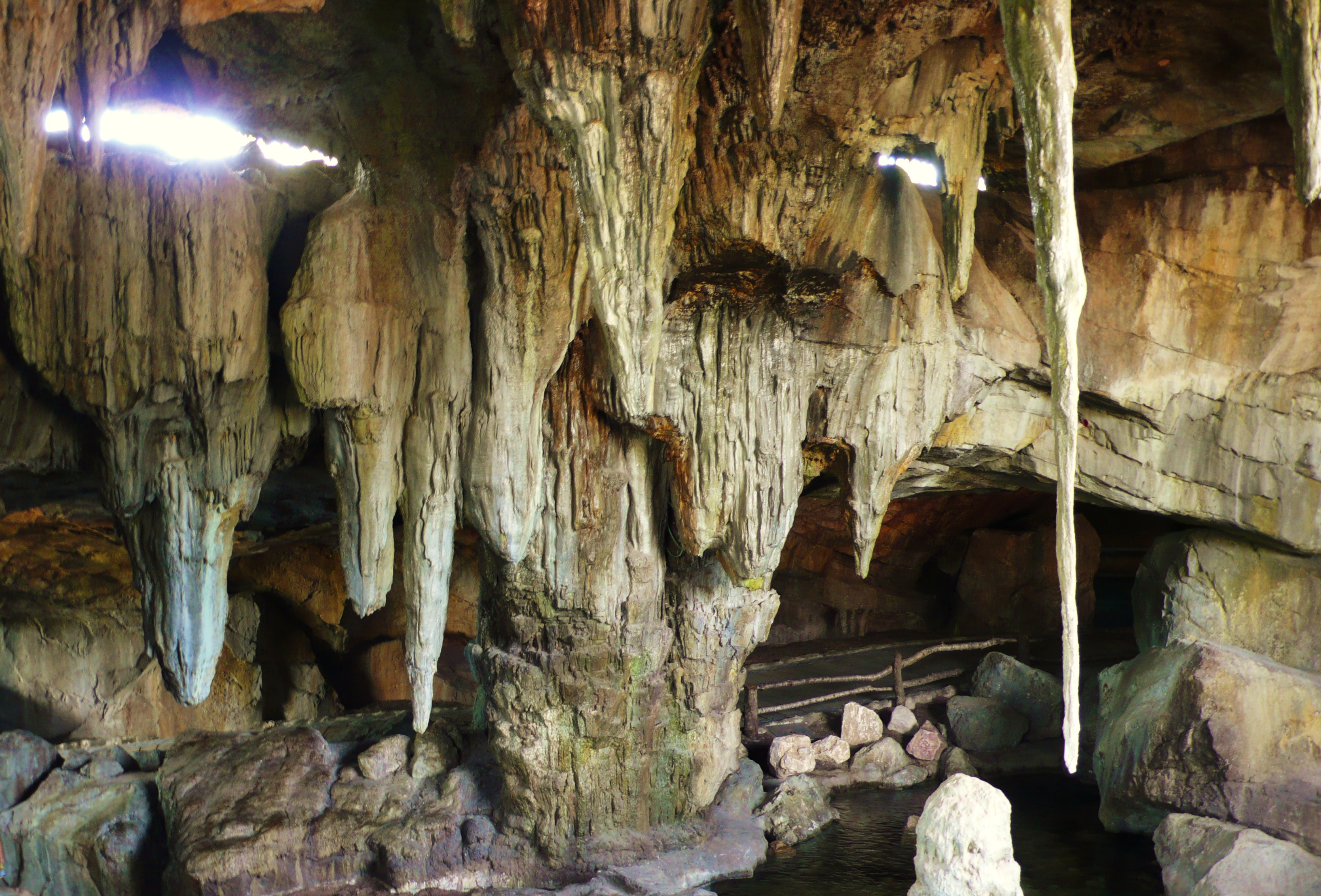
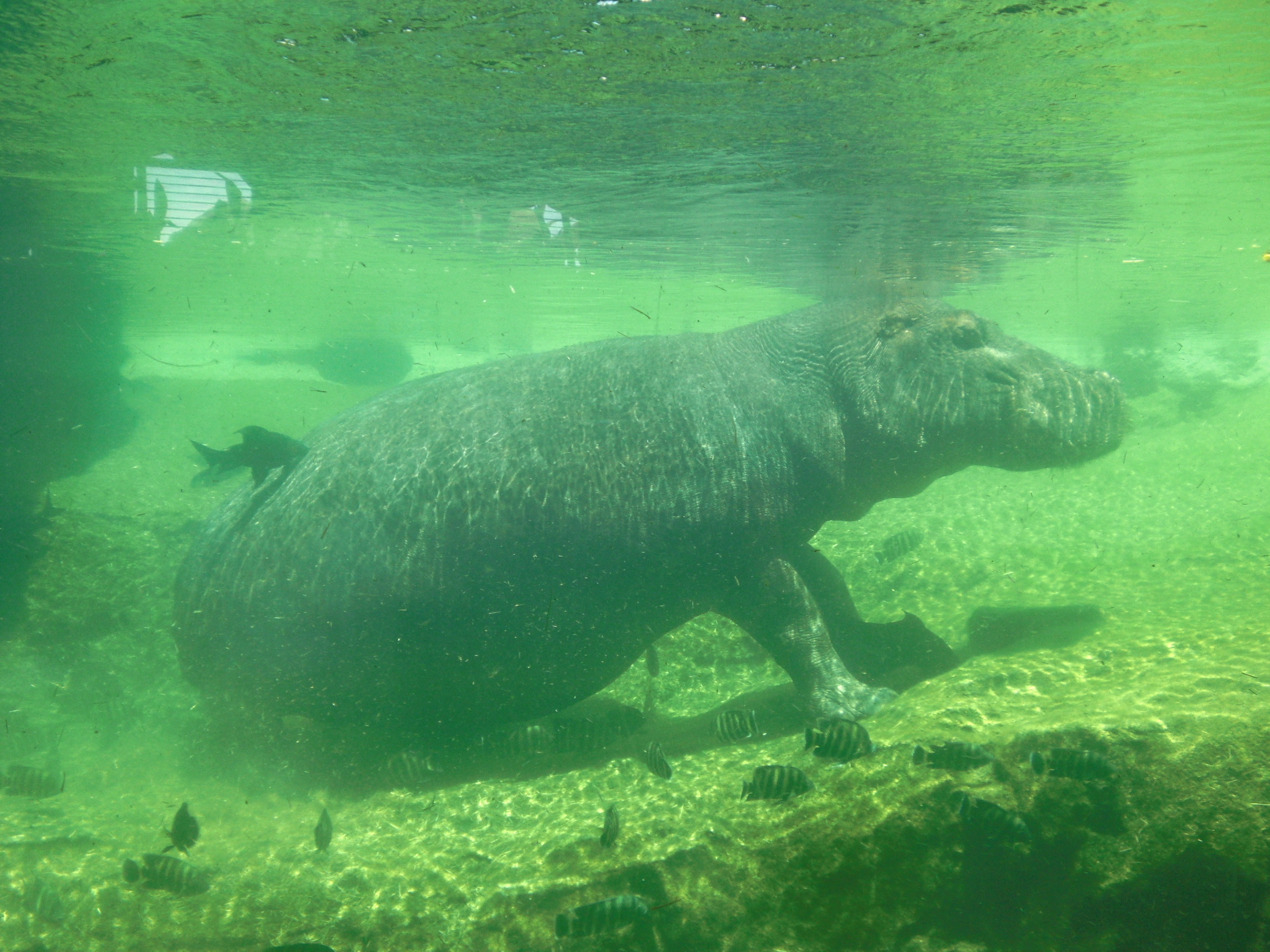
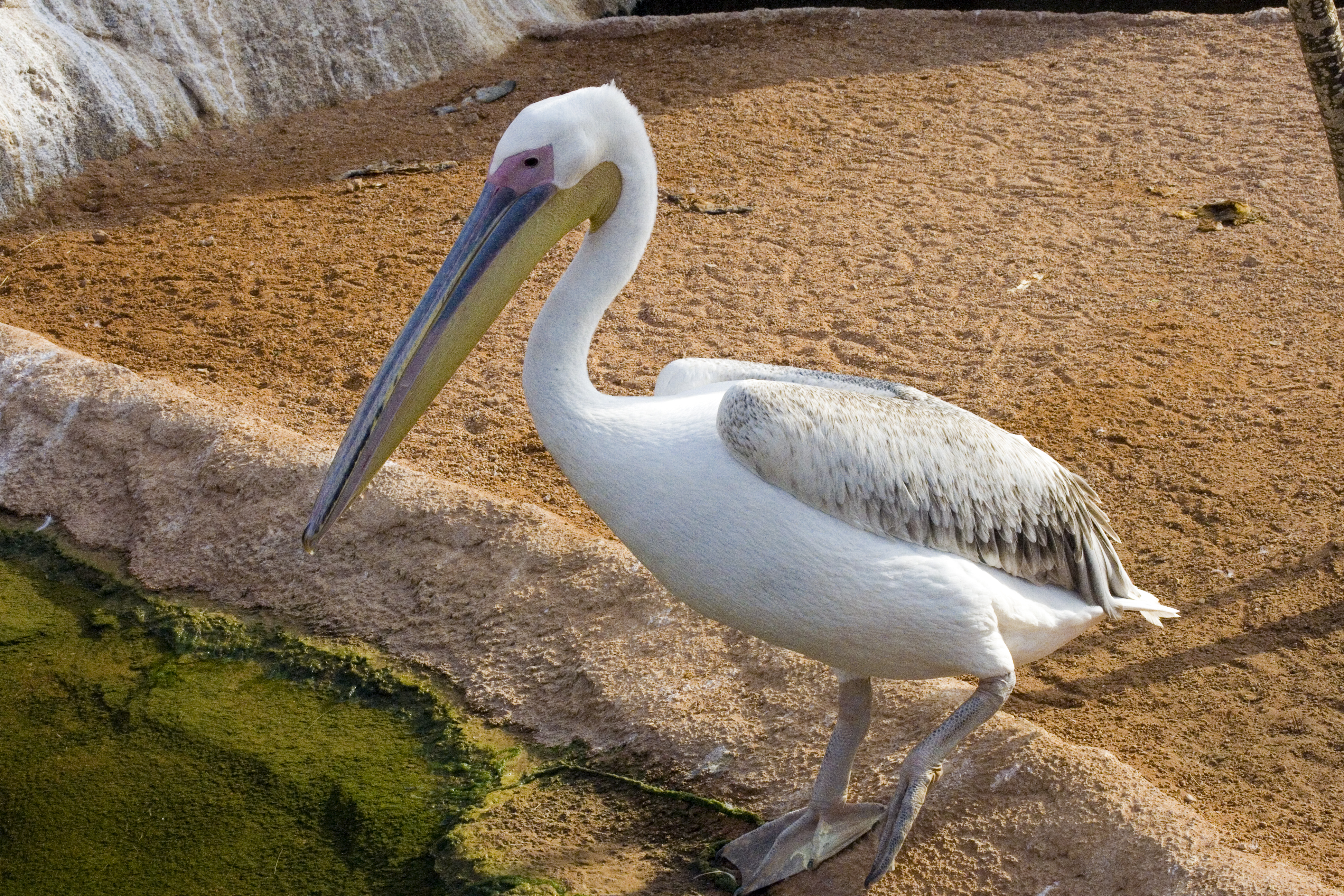

### Forêt équatoriale
Dans cette zone sont notamment présentés des primates, dont deux espèces de grands singes, chimpanzés et gorilles des plaines de l'ouest, ainsi que des drills, des cercopithèques de Brazza, des talapoins et des mangabeys couronnés.
Les gorilles sont divisés en deux groupes, un groupe reproducteur comprenant un mâle, trois femelles et leurs éventuels petits, et un groupe de trois mâles solitaires : Jitu (1983), Thomas (2002) et Kabuli (2004). Le mâle reproducteur, Mambi, et une des femelles, Ali, ont donné naissance à un premier jeune, Ebo, en 2012. Mambi a également engendré un second jeune en 2016, Virunga, avec la femelle Nalani, et un troisième en 2017, Mbeli, avec Ali.

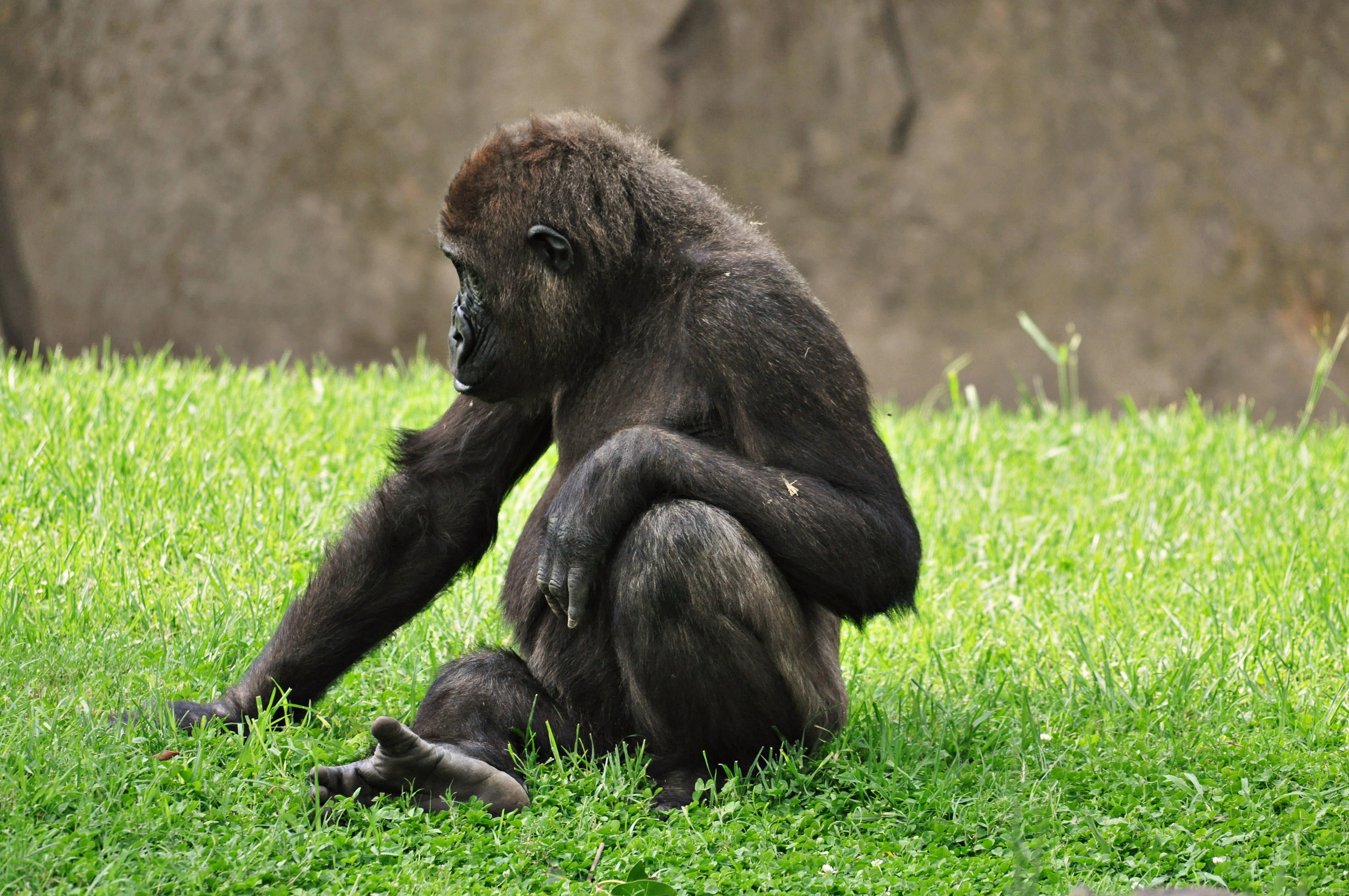
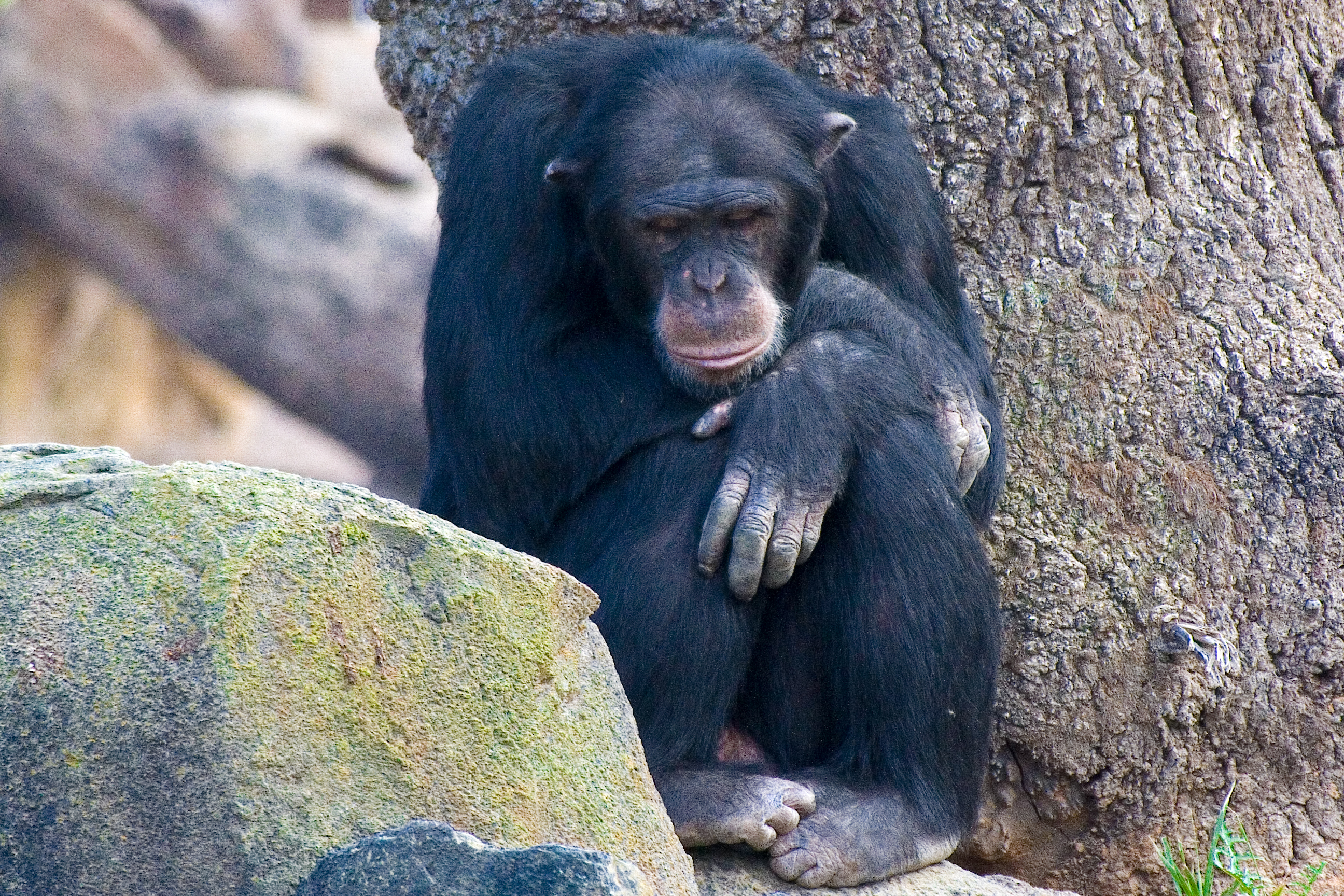
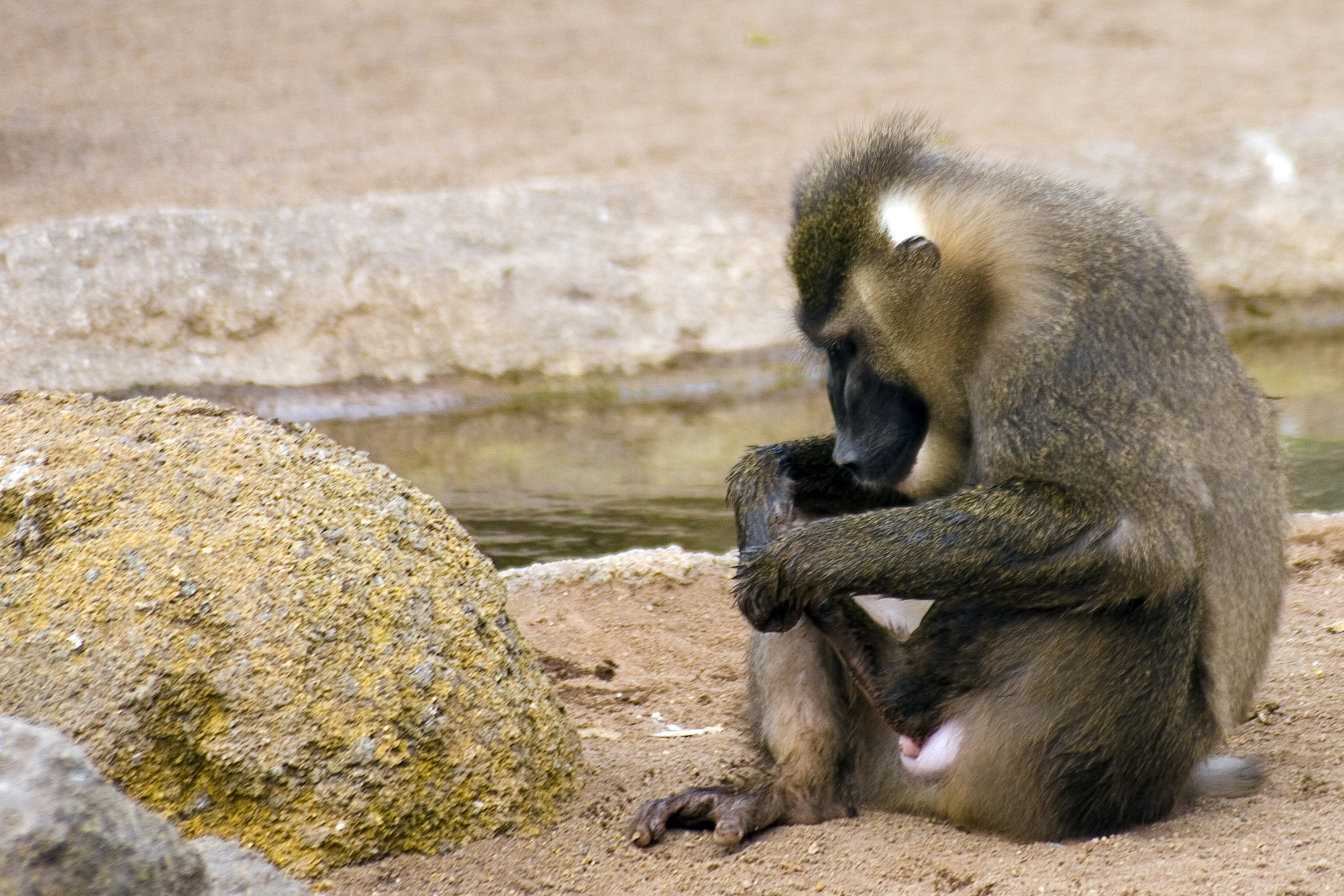

Un enclos permet la présentation de trois panthères du Sri Lanka (une sous-espèce asiatique du léopard, proche des sous-espèces africaines) : un couple reproducteur et une femelle mélanique hybride stérilisée. Un espace aquatique présente des hippopotames nains.
Un autre enclos présente des bongos.

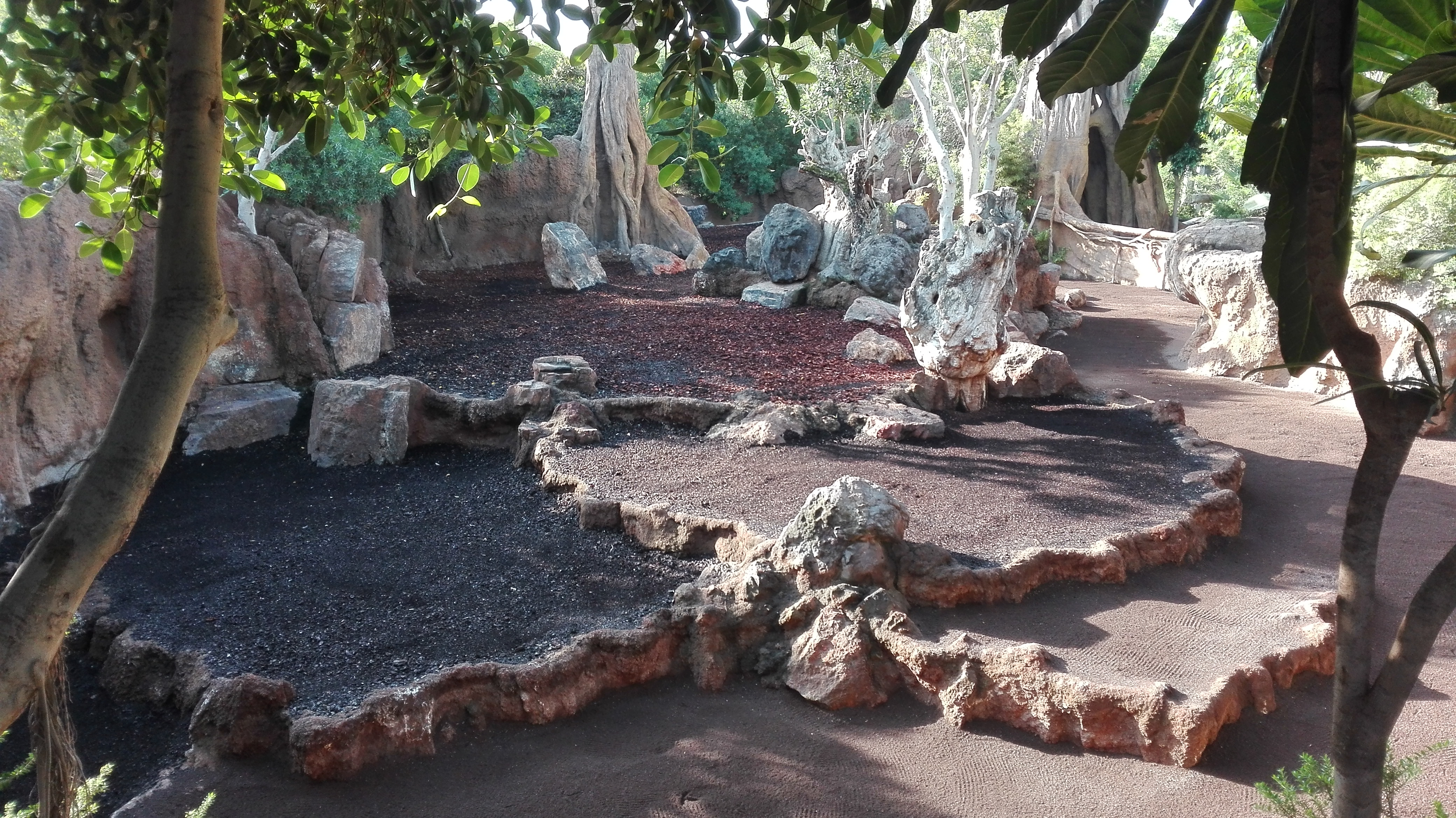
Enclos des bongos
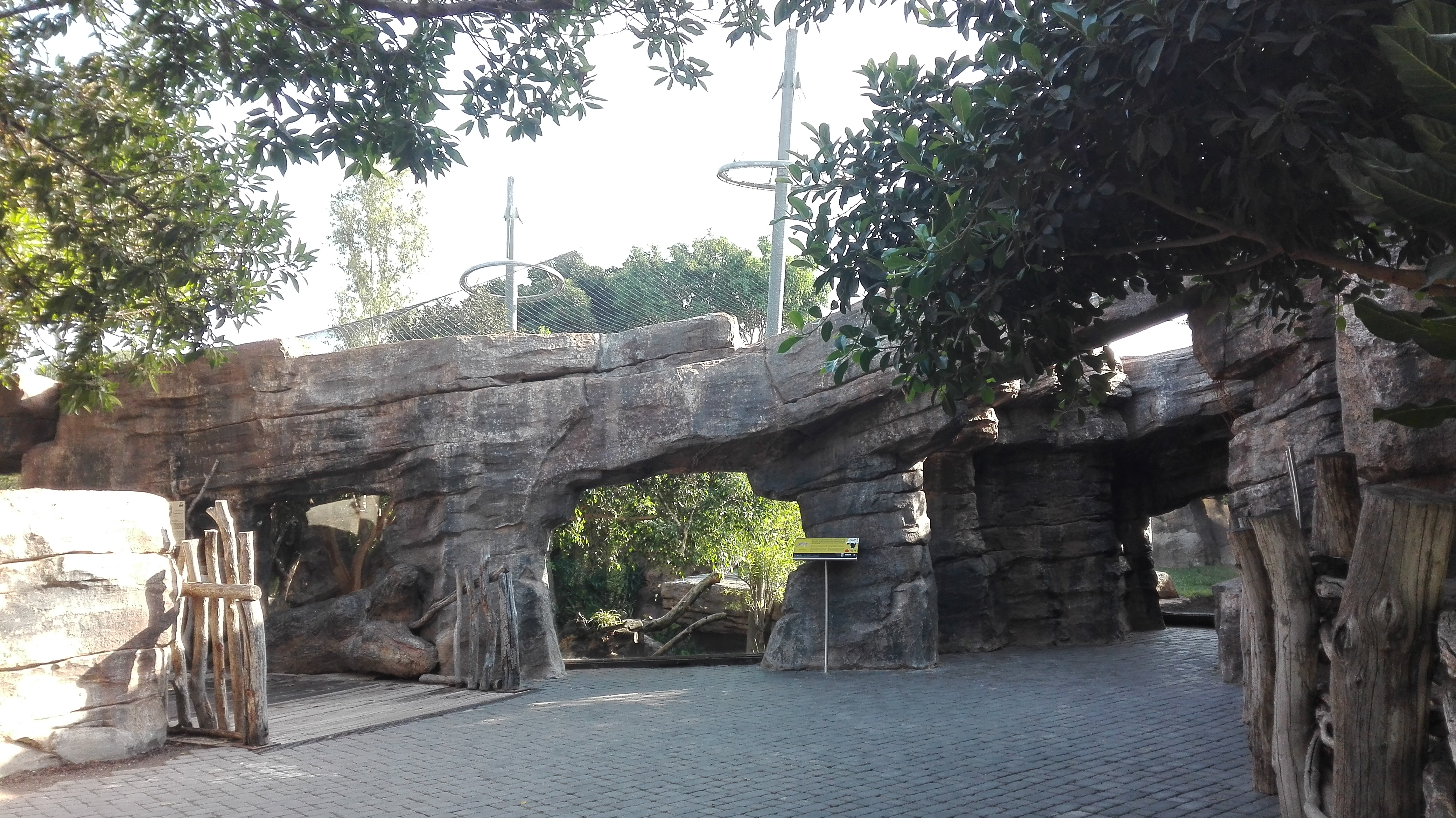
Enclos des léopards

### Madagascar
Cette zone comprend l'enclos des fossas et un espace dédiés aux lémuriens, que les visiteurs peuvent traverser. Les espèces de lémuriens présentées sont les lémurs catta, les lémurs à ventre roux, les lémurs à front roux, les lémurs mongos, les varis noirs et blancs et les varis roux.

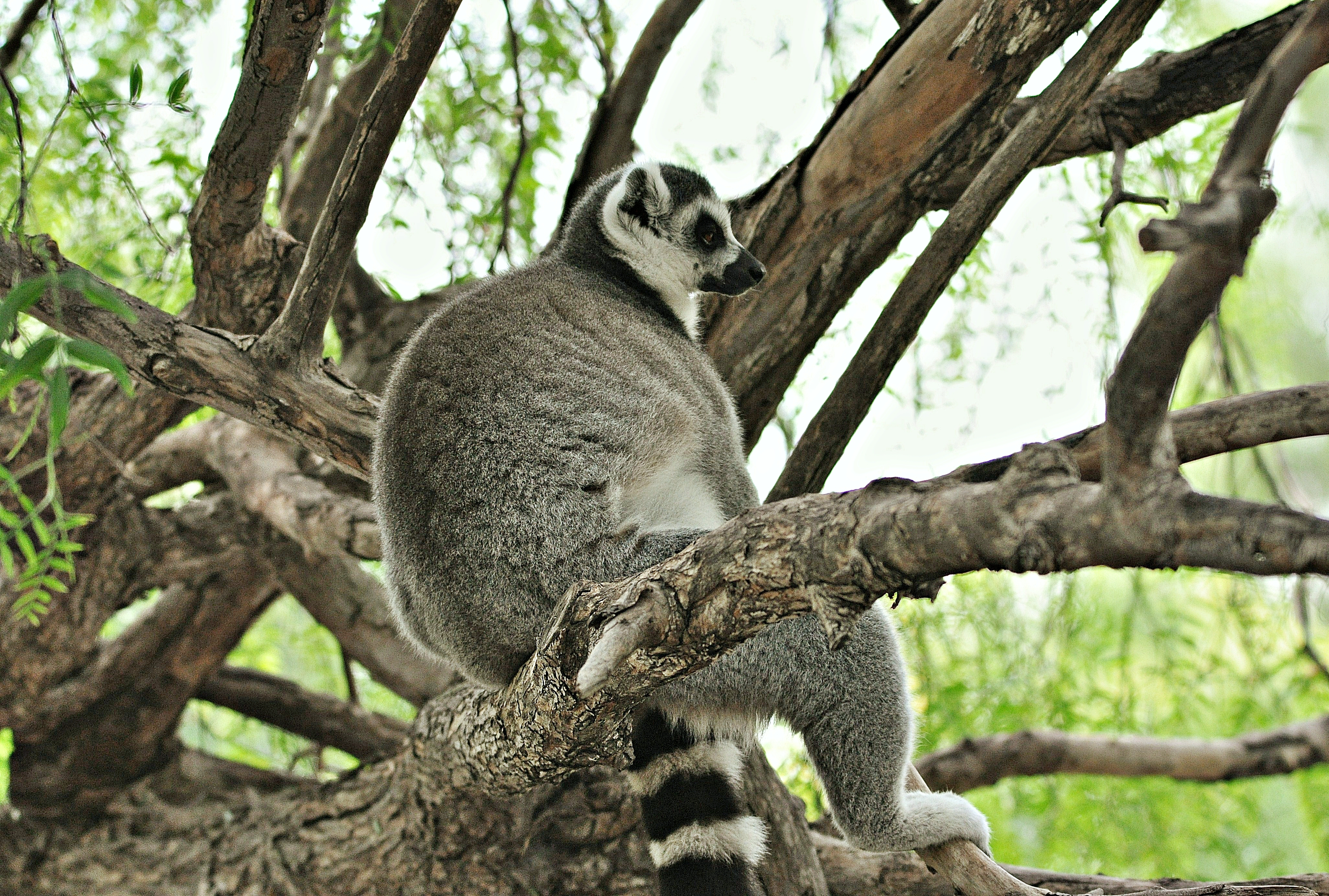
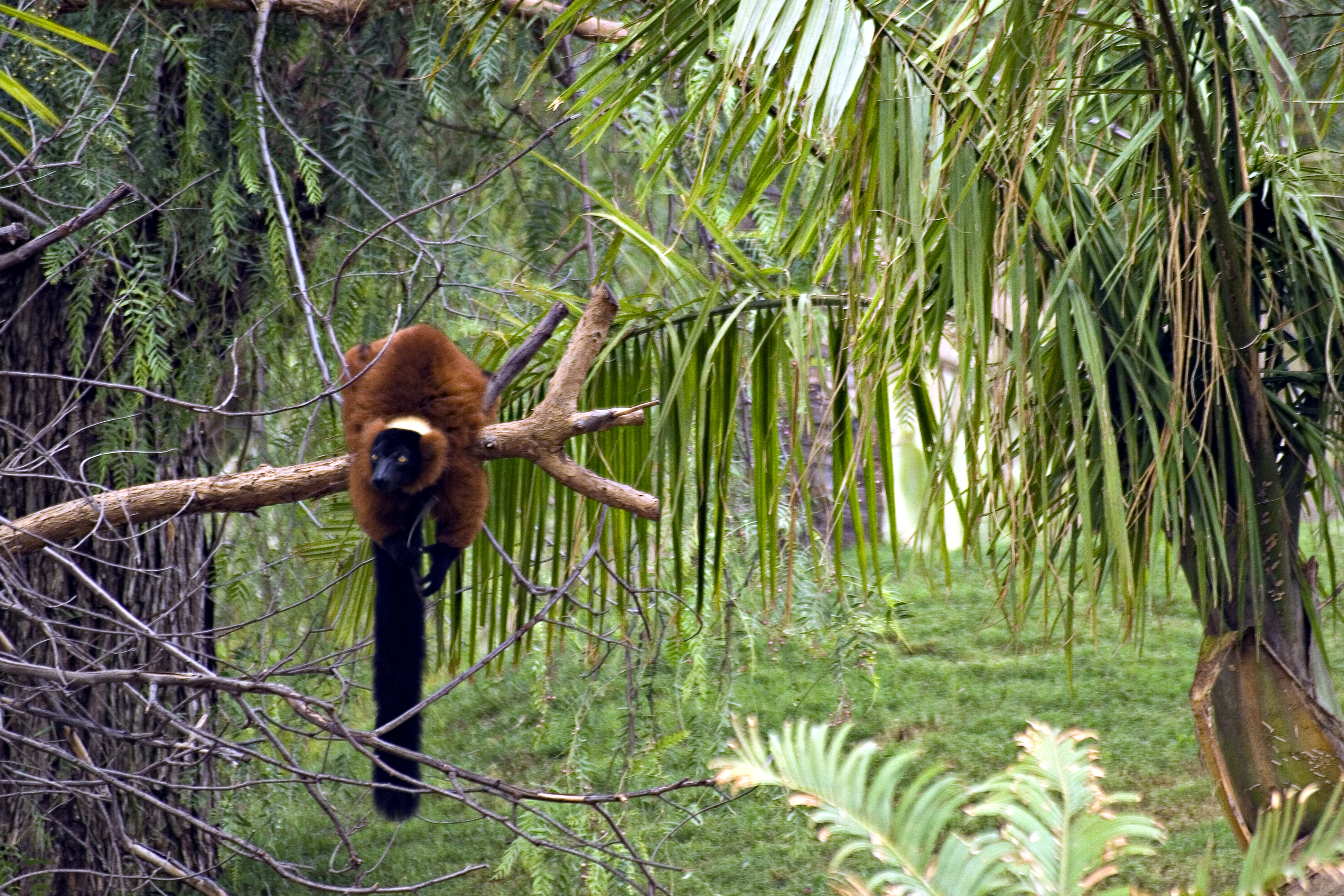
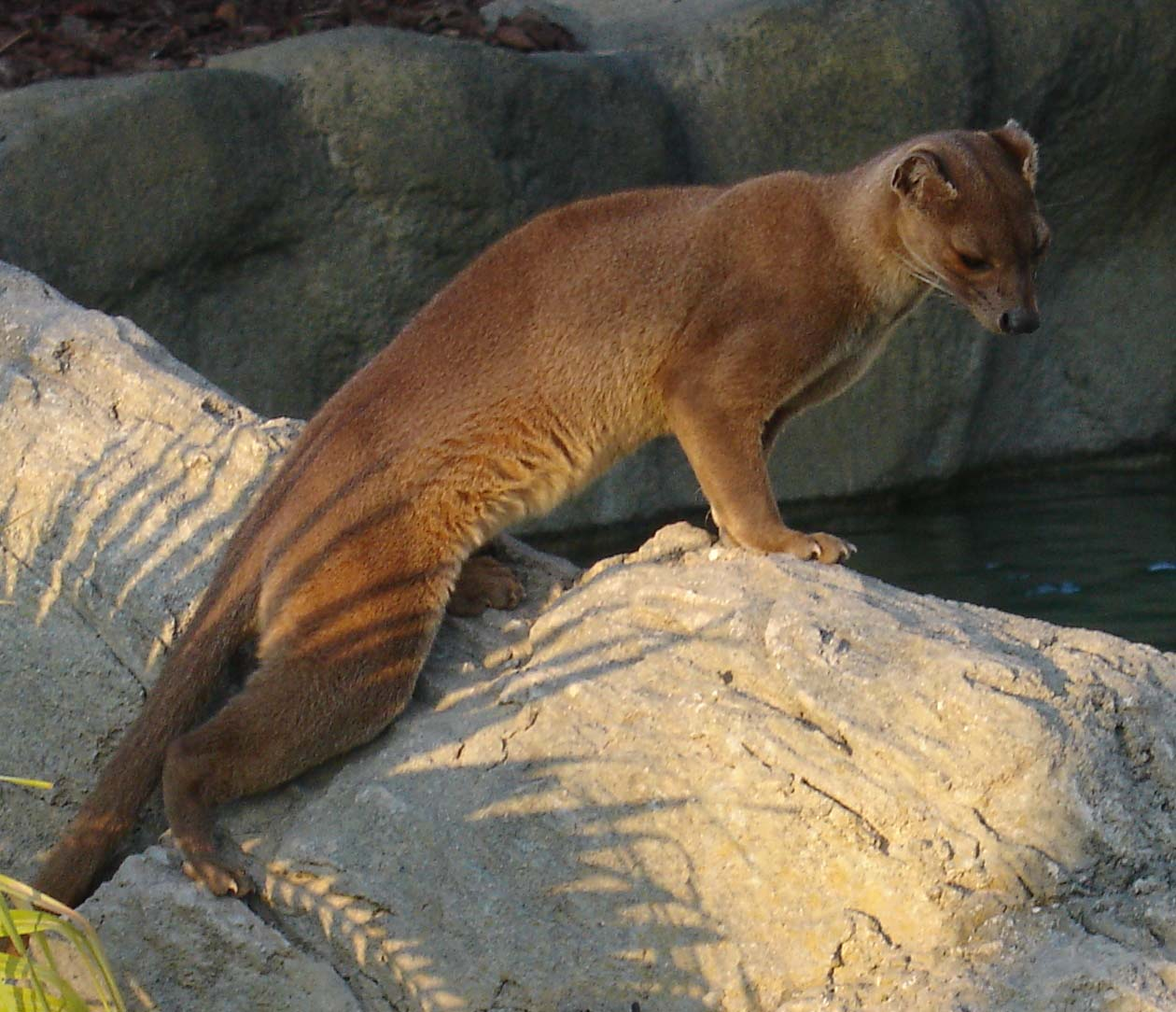

## Conservation
Le parc s'investit dans la conservation à travers la Fondation Bioparc. Elle soutient notamment un programme de conservation de la forêt d'Ebo au Cameroun, où vivent des gorilles.

## Économie
En 2014, il a accueilli 525 000 visiteurs.